# پورکی پیگ
پورکی پیگ (به انگلیسی: Porky Pig) یک شخصیت کارتونی در مجموعه‌های لونی تونز و مری ملودیز ساخته وارنر بروس است. او اولین شخصیتی بود که توسط استودیو برای جلب مخاطبین به وسیله قدرت ستاره‌ای‌اش به‌وجود آمد، و انیماتورها بسیاری از کارتون‌های کوتاه را که مورد تحسین منتقدان قرار گرفت، با این خوک کوچک چاق ساختند. حتی پس از آن که او با شخصیت‌های دیگر جایگزین شد، پورکی نزد فیلمسازان و مهم‌تر از آن کارگردانان وارنر محبوب ماند و از او در تعداد زیادی نقش فرعی استفاده شد.
او به خاطر امضای پایان هر انیمیشن کوتاهش «این همه مردمی است!» شناخته می‌شود. این شعار همچنین توسط بوسکو و بادی و حتی بینز در پایان کارتون‌های لونی تونز استفاده می‌شد. در مقابل، سریال مری ملودیز از شعار «به امید دیدار، مردم!» تا اواسط دهه ۱۹۳۰ استفاده می‌کرد و پس از آن با مشابه آن که در سریال لونی تونز استفاده می‌شد، جایگزین گردید (وقتی تصویر باگز بانی در حالت بسته بود، او به زبان سنتی می‌گفت «و این پایان بود!»). او قدیمی‌ترین شخصیت لونی تونز است.

## همچنین نگاه کنید
- عصر طلایی انیمیشن آمریکا